# Cronologia istoriei Italiei
Aceasta este o cronologie a istoriei Italiei, care cuprinde evenimentele politice și schimbările teritoriale care au avut loc în Italia. Pentru istoria detaliată a Italiei vezi articolul Istoria Italiei.
- 1821: Revolta din Piemont. Liderul mișcării revoluționare a fost Santorre di Santarosa, care a vrut să elimine austriecii și să unifice Italia sub Casa de Savoya.

- 1821: Sentimentul revoluționar în favoarea unei Italii unificate a început să renască și o serie de insurecții au așezat fundalul pentru un singur stat de-a lungul Peninsulei Italice.

- 1831:  Revolta din Modena - înăbușită de trupele austriece.

            Revoltă în Statele Papale - înăbușită de trupele austriece și de cele ale Papei.
- 1832: Giuseppe Mazzini a fondat „Tânăra Italie”.

- 1846: Pius al IX-lea a fost numit Papă.

- 1848: 12 ianauarie - Revoluția  din Palermo;

- 10 februarie: Ferdinand  al II-lea a acordat o constituție Neapolelui

- 4 martie: Carol Albert a acordat Piemontului o constituție

- 14 martie: Pius IX  a acordat o constituție Statelor Papale, rezervându-și dreptul de veto în Colegiul Cardinalilor 

- 22 martie: Veneția s-a proclamat republică 

- 1849: Carol Albert a abdicat în favoarea lui Victor Emmanuel al II-lea;

          Austriecii au preluat Florența
          Veneția s-a predat Austriei
- 1850-1854: Giuseppe Garibladi a fost exilat,

- 1852: Cavour a fost numit prim-ministru al Piemontului

            Napoleon al III-lea a devenit Împărat al Franței
- 1854: Piemontul a trimis trupe pentru a ajuta Franța și Marea Britanie în Războiul Crimeii

- 1856: Congresul de la Paris

           Întâlnirea dintre Cavour și Napoleon al III-lea  de la Plombières
- 1859:. Războiul Franței și Piemontului împotriva Austriei

 4 iunie: Succes al armatelor Franței și Piemontului în fața celei austriece 
- 10 noiembrie: Tratatul de la Zurich  a încheiat pentru o vreme conflictul din nordul Italiei

Toscana, Parma și Modena doreau anexarea la Piemont
- 1860: 20 Martie: Piemontul a anexat statele din centrul Italiei cedând Nisa și Savoya francezilor. Insurecția din Sicilia. Victoria de la Calafitimi-Garibaldi a preluat controlul insulei pentru trei luni

Septembrie 1860 Trupele piemonteze au invadat Statele Papale -Victoria de la Casteldifardo
Octombrie - Întâlnirea dintre Garibaldi și Victor Emanuel al II-lea de la Teano. Garibaldi a predat regelui cuceririle sale.
- 1861:   Camilo Cavour a murit.

Sicilia si Napoli au votat pentru alipirea la Regatul Italiei. Proclamarea Regatului Italiei
- 1862:   Garibaldi a condus expediția pentru cucerirea Romei– ‘ Roma o morte’. Expediția a fost un eșec

- 1866:  Razboiul prusaco-austriac.

24 iunie: trupele italiene au fost infrante la Custoza
26 iulie: armistitiu austro-prusac
- 12 august: Italia a incheiat razboiul cu Austria dupa armistitiul din 26 iulie

- 12 octombrie: Împăratul Franz Joseph a cedat Veneția lui Napoleon al III-lea ca răsplată pentru că nu a intervenit în război. Napoleon al III-lea a cedat, la rândul său, Veneția Italiei.

- 1867:  A doua încercare a lui Garibaldi de a cuceri Roma oprită de către francezi.

- 1870:  Trupele italiene au ocupat Roma în urma abandonării acesteia de către francezi.

- 1871 : Roma a devenit capitala Regatului.

- 1872: 10 martie: moartea lui Mazzini